# Rosemarie Reichwein
Rose Marie Elisabeth Reichwein, geborene Pallalat, genannt Pallat (* 24. Juli 1904 in Deutsch-Wilmersdorf; † 5. August 2002 in Berlin) war eine deutsche Reformpädagogin, erste Bobath-Therapeutin in Deutschland und Widerstandskämpferin gegen den Nationalsozialismus.

## Leben
Rosemarie Pallat wurde als zweites Kind des preußischen Ministerialbeamten und Reformpädagogen Ludwig Pallat (1867–1946) und dessen Ehefrau Annemarie, geb. Hartleben (1875–1972), der Schwester des Dichters Otto Erich Hartleben, am Kronprinzendamm 11 in Halensee geboren. Sie wuchs in Wannsee zusammen mit ihrem Bruder Peter (1901–1992) in der Otto-Erich-Straße auf. Ihren Schulabschluss machte sie 1921 mit der 10. Klasse und anschließend besuchte sie die Gewerbeschule in Potsdam, wo sie eine Schneiderausbildung machte. 1922 wurde sie Schülerin der Elizabeth-Duncan-Schule in Potsdam, die von der Schwester Isadora Duncans geleitet wurde.
Nach einer Ausbildung zur Krankengymnastin und Gymnastiklehrerin in Lund (Schweden), München und Berlin stellte die Pädagogische Akademie Halle (Saale) Pallat 1932 als Dozentin für Gymnastik ein, wo sie Adolf Reichwein kennen lernte.
Die Verlobung fand am 30. Januar 1933, die Heirat am 1. April 1933 in der Kirche am Stölpchensee statt. Nach der Heirat zog das Paar nach Tiefensee in Brandenburg, da die Pädagogische Akademie von den Nationalsozialisten geschlossen worden war. Rosemarie Reichwein unterstützte ihren Mann bei seiner reformpädagogischen Arbeit, insbesondere beim musischen und gymnastischen Unterricht und kümmerte sich um Haushalt und Kinder. Nach der Geburt ihres dritten Kindes im Jahr 1938 zog die Familie aufgrund der beengten Wohnverhältnisse in Tiefensee zurück nach Berlin. Die Sommerferien verbrachte die Familie auf Hiddensee im bis heute erhaltenen „Hexenhaus“ im Ort Vitte. Es gehörte Reichweins Mutter Annemarie, die es 1946 an die Tochter übereignete.
1940 wurde Adolf Reichwein Mitglied des Kreisauer Kreises, der sich um Helmuth James von Moltke und Peter Yorck von Wartenburg bildete. Treffen der Gruppe fanden im Rahmen privater Geselligkeiten statt, so auch im Haus der Reichweins. Rosemarie Reichwein war selten bei diesen Treffen dabei, da ihr Mann fürchtete, dass ihre direkte Art sie und die Kinder in Gefahr bringen würde, sollte sie zu viel über die Aktivitäten der Gruppe wissen. Sie billigte und unterstützte seine Tätigkeit für die Gruppe jedoch. Bei einem Bombentreffer 1943 wurde das Haus der Reichweins zerstört. Rosemarie konnte mit den vier Kindern nach Kreisau auf das Gut der Moltkes ziehen, ihr Mann Adolf blieb in Berlin und wurde Anfang Juli 1944 verhaftet. Sie durfte ihn nur einmal während seiner Haftzeit im Gefängnis besuchen, bevor er am 20. Oktober 1944 hingerichtet wurde.
Nach 1945 war Rosemarie Reichwein als Körpertherapeutin tätig, ab 1957 auch mit den Methoden von Berta und Karel Bobath. 1967 gehörte sie zu den Mitbegründern des Spastiker-Vereins Berlin, außerdem war sie Gründungsmitglied der Kreisau-Initiative Berlin und sie war maßgeblich beteiligt an der Gründung des Reichwein-Vereins.

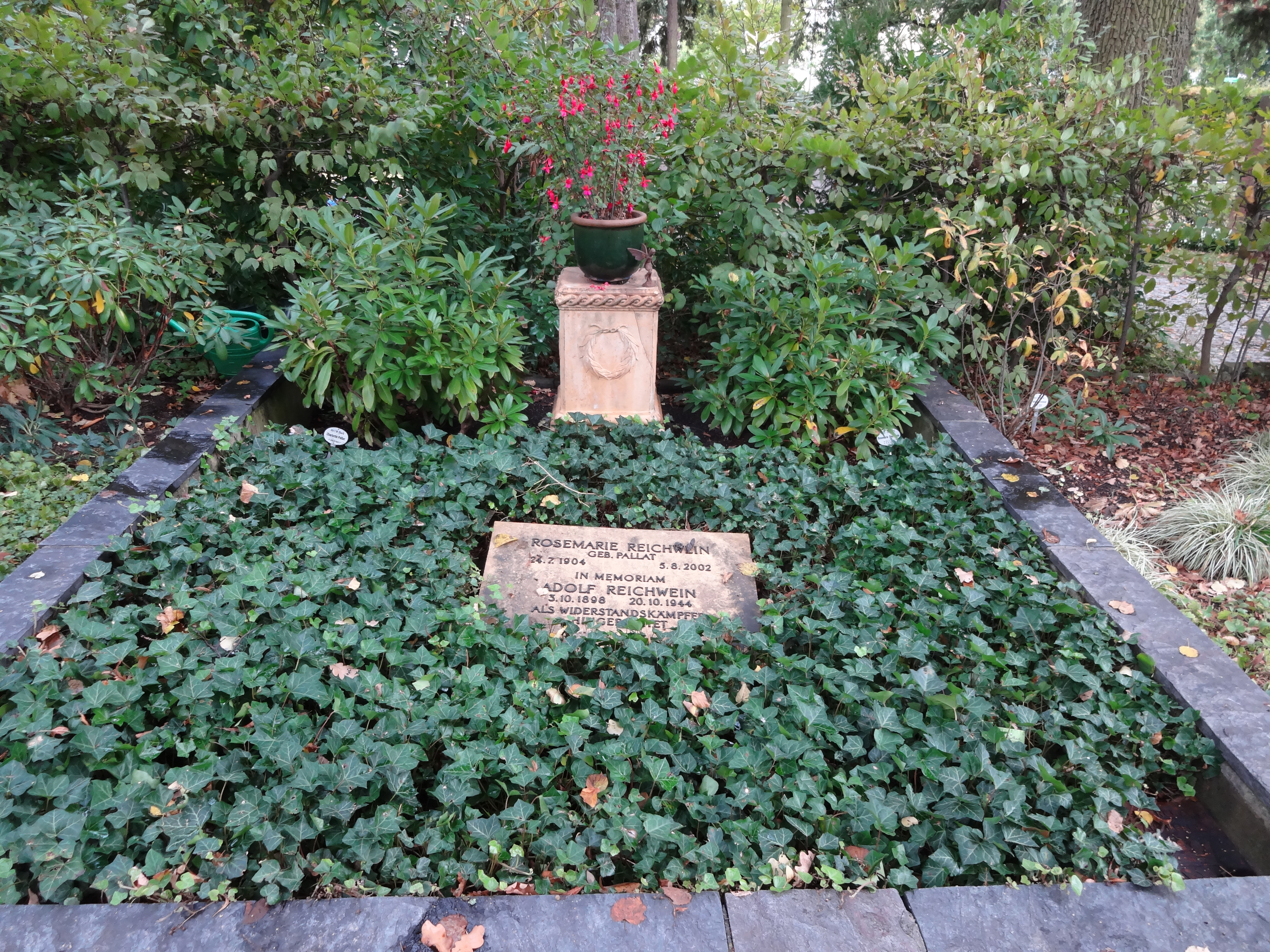
Grabstätte

Die Grabstätte befindet sich auf dem Friedhof Wannsee I in Steglitz-Zehlendorf, seit November 2010 ist es ein Ehrengrab des Landes Berlin.

## Ehrungen und Auszeichnungen
1974 erhielt sie das Bundesverdienstkreuz. Im Jahr 2022 wurde das Haus Reichwein der Cooperative Mensch in Berlin-Charlottenburg in der Kranzallee nach ihr benannt. Es dient geflüchteten Familien mit mehrfach behinderten Kindern als vorübergehende barrierefreie Unterkunft.

## Film
- Der Leutnant Yorck von Wartenburg. DDR-Fernsehfilm. Drehbuch von Eberhard Görner nach einer Erzählung von Stephan Hermlin, Regie: Peter Vogel, 1981.
- Wir haben nichts zu bereuen. Dokumentarfilm von Hans Bentzien, 1984.
- Die Frauen des 20. Juli. Dokumentarfilm von Irmgard von zur Mühlen. Chronos Film, Berlin 1985.
- Freya von Moltke. Von Kreisau nach Krzyzowa. TV-Dokumentarfilm, Bayerischer Rundfunk 1997.